# 花鳍兔头鲀
花鳍兔头鲀（学名：Lagocephalus oceanicus）为輻鰭魚綱魨形目四齒魨亞目四齒鲀科兔头鲀属的鱼类，分布于太平洋西部日本至太平洋中部夏威夷群岛以及西沙群岛海域等，属于暖水性鱼类，體長可達45公分，棲息在底層水域，生活習性不明。